# 大卫·洛夫林
大卫·洛夫林（英語：David Lovering，1961年12月6日—）是位美国音乐家兼魔术师。他于1986年加入主打另类摇滚的小妖精乐队，是乐队鼓手并以为成名。1993年乐队解散后，洛夫林先后同包括谭雅·唐纳利、乐队、乐队在内的艺人或乐队合作。他还以化名“科学现象主义者”（The Scientific Phenomenalist）从事魔术演出，在舞台上表演以科学和物理为基础的实验。
身为鼓手，洛夫林受到包括齐柏林飞船和斯迪利·丹乐队在内的多种流派影响。他的魔术表演则受到瑞奇·杰伊、麦克斯·梅文和尤金·伯格的影响，与其他许多魔术师的表演风格大相径庭。洛夫林曾一度放弃音乐，但在2004年小妖精重聚后，洛夫林又回到乐队，继续担任鼓手，后悔自己不该“就这样放弃了深爱的东西”。2007年末，他和另外两位乐手组建乐队“黄金黎明协会”。2014年，洛夫林与小妖精乐队其他成员推出最新专辑《独立辛迪》。

## 生平简介

### 青年和高校时期
大卫·洛夫林生于马萨诸塞州的伯灵顿。他在十几岁时学会打鼓，就读高中時还加入學校的军乐队。据朋友约翰·墨菲（John Murphy）所说，洛夫林在音乐品味方面总是“以鼓为本”:18。洛夫林在自己的高校纪念册中写道，他对未来有三大期望：加入摇滚乐队，成为电气工程师，以及与最喜欢的匆促乐团巡回演出。高中毕业后，洛夫林前往波士顿的温特沃斯理工学院学习电子工程。他和墨菲一起在商店打工，:18工作期间经常恶作剧，洛夫林曾有一次把商店的卫生间同火灾报警器相连。。1982年从温特沃斯理工学院毕业并取得学士学位后，他找了份制作激光器的工作，并且继续在当地多个乐队担任鼓手。洛夫林在接受采访时表示，多个音乐流派乐队，包括斯迪利·丹乐队、齐柏林飞船和Devo乐队都对他的音乐风格产生了影响。

### 小妖精乐队
墨菲与金·迪尔（Kim Deal）在1985年亡兵纪念日成婚，洛夫林出席了婚礼。1986年1月，新成立的小妖精乐队聘请迪尔加入演奏低音吉他，这是个由查尔斯·布莱克·弗朗西斯·汤普森（Charles "Black Francis" Thompson）和乔伊·圣地亚哥共同组建的另类摇滚乐队。乐队这时还没有鼓手，墨菲于是建议洛夫林前去面试。洛夫林这时已经有些日子没有打鼓，虽然听过乐队中3人表演的几首歌曲，但感觉平平无奇。不过，重新拿起鼓槌后，他最终同意加盟。:181985至1986年间，洛夫林和乐队一起创作、排练，还在波士顿的多处小型场地演出。乐队决定在1987年录制18首歌曲制成演示磁带，洛夫林参与了其中一首歌曲的创作，这首（意为“飘浮的我”）也是他为小妖精乐队主创的唯一一首歌曲。洛夫林还登上了这本磁带的封面，画面上他一丝不挂，背对着镜头慢跑:55。小妖精乐队发布的第一张唱片《来吧朝圣者》（Come on Pilgrim）中就收录了这首。
1988年，小妖精乐队录制了第2张录音室专辑唱片《弄潮儿罗莎》（Surfer Rosa）。洛夫林在其中多首歌曲中的表演——如以10秒鼓点独奏开场的《骨胳机器》（Bone Machine）、以及《幼发拉底河》（River Euphrates）和《突破肉体》（Break My Body）——让他既稳且准的风格开始为世人熟知。紧接着，小妖精乐队的首张大唱片《杜利特尔》（Doolittle）于1989年发布。唱片录制期间，汤普森说服洛夫林在“纯粹是作为情歌创作”的《啦啦爱你》（La La Love You）中一展歌喉。唱片制作人吉尔·诺顿（Gil Norton）之后表示，唱片录制期间，洛夫林“从以前那个连音符都不愿唱的家伙变成个‘我都没法让他远离话筒’的人。他还真就是这么位艺人”:113。除打鼓和演唱外，洛夫林还在专辑的倒数第2首歌曲《银》（Silver）中演奏电贝斯。
《杜利特尔》面世后，两年连发3张专辑，并且持续进行的巡回演给乐队成员带来很大压力，成员间的关系变得紧张。《杜利特尔》和（意为“性交或战斗”）的巡回演出于1989年11月结束后，几位乐手都已筋疲力尽，无法参加次日晚上举行的巡演结束聚会，并且不久后就宣布休整一段时间。1990年中期，乐队再度聚首，洛夫林与其它成员迁居洛杉矶。小妖精乐队接下来还发布了两张专辑，分别是1990年的《波莎诺娃》（Bossanova）和1991年的《欺骗世界》（Trompe le Monde）。洛夫林是其中一首《让我相信》（Make Believe）的主唱，在歌中承认他一直对美国创作歌手黛比·吉布森“念念不忘”。1991至1992年，小妖精乐队还零星进行了一些巡演，最终于1992年解散。1993年初，乐队解散的真实原因公布，主要是因为汤普森和迪尔之间的关系紧张。

### “科学现象主义者”和其他工作
小妖精乐队解散后，洛夫林先后与多个艺人和乐队合作担任鼓手。他曾是乐队的鼓手，但又谢绝了加入喷火战机乐队的邀请:183。接下来他加入乔伊·圣地亚哥组建的乐队，并在1995年电影《酷哥炫妹也疯狂》（Empire Records）的原声带歌曲《自由》（Free）中亮相。但是，他很快又离开乐队，成为乐队的巡演鼓手。。洛夫林换了一个又一个乐队，1997年时曾与谭雅·唐纳利和波士顿乐队合作。由于在找工作上遇到困难，洛夫林决定不再打鼓，于是租下禁止住户打鼓的房屋住了进去:183。
20世纪90年代末，洛夫林跟随朋友格兰特·李·菲利普斯（Grant-Lee Phillips）前去一场魔术大会。他对其中一些表演留下非常深刻的印象，之后还称“我一定要学会那是怎么办到的。”另一位有共同兴趣的朋友卡尔·格拉索（Carl Grasso）邀请两人前去魔法城堡观看表演，这是洛杉矶一家以魔术为主要卖点的夜总会。洛夫林在这里结识了Possum Dixon乐队主唱罗布·扎布里基（Rob Zabrecky），两人很快成为朋友。在扎布里基的劝说下，洛夫林向魔法城堡申请成为表演者。申请获批后，洛夫林把自己塑造成“科学现象主义者”，在表演中把舞台演出经验和电力工程知识相结合。他决定投身魔术的根本原因在于，作为音乐家，他“无法超越小妖精乐队”。
洛夫林以“科学现象主义者”的身份穿着实验室工作服出场，在舞台上表演科学和物理学实验。他不喜欢传统的魔术技术，倾向“使用精神力量表演更为精神性的内容”:184。对此他在之后表示：“那都是些你从来都没见过，并且非常奇怪的物理实验，让人感觉非常欢快……我宁可让观众们都去争论‘这到底是不是（魔术）？’，而不是‘这都是科学’或‘这都是魔术’。所以我做的都是些其他魔术师不做的怪事。”:184据洛夫林表示，身手非常灵活的瑞奇·杰伊（Ricky Jay）、善于分析他人心理的麦克斯·梅文（Max Maven）和尤金·伯格（Eugene Burger）都对自己的魔术表演技巧有一定影响。此外，他的表演过程中经常涉及复杂的自制机器。
洛夫林成为驻留魔法城堡的邪恶三人组成员，向来宾表演“新浪潮、另类而前卫的魔术”。之前组建小妖精乐队的汤普森将艺名变更为弗兰克·布莱克（Frank Black），请洛夫林参与自己的全美巡回演出，在每场演唱会开始时表演魔术。之后格兰特·李·菲利普斯、金·迪尔和谭雅·唐纳利组建的The Breeders乐队，以及坎帕·范·贝多芬乐队也加以效仿:184。2002年，洛夫林在Shellac乐队策划的音乐节上表演，之后还声称这次魔术演出“或许是我最伟大的成就”。

### 重返小妖精乐队
2003年夏，洛夫林已陷入忧郁。他在2004年接受采访时表示：“我记得自己正在去银行的路上，心里烦闷无比——不管是经济还是别的任何方面，我面对的都是个烂摊子，所经营的感情也糟糕透顶。我已经触及谷底。就在去银行的路上，我的手机响了。是乔（指乔伊·圣地亚哥）打来的，他说：‘猜怎么着？’”圣地亚哥不久前刚接到汤普森的电话，后者称打算重聚小妖精乐队。听到这个消息，洛夫林喜出望外，之后他表示：“这其中最让人难过的事情在于，当我坐下来和小妖精乐队排练时，我简直无法相信自己曾经就这样放弃了深爱的东西”。2004年，洛夫林和乐队录制了重聚后的首张单曲。
2006年的纪录片以小妖精乐队2004年的重聚巡演为主题，洛夫林在片中亮相。他的父亲在巡演期间去世，洛夫林为此开始重度酗酒。据汤普森所说，洛夫林在几次现场演出时“搞砸了几首歌”。“全让镜头拍下来了，”汤普森说，“经过重新剪辑，看起来仿佛整个巡演都因大卫喝多了酒变得仿佛脱缰的野马。然而事实并非如此。”2005至2006年，洛夫林与乐队一起巡演，周五晚上则回到魔术城堡，与邪恶三人组一起演出。2007年，他同乐队在慈善音乐会演出，为身患癌症的沃利·英格拉姆（Wally Ingram）筹资。同年末，他和洛杉矶音乐人阿米特·艾特尔曼（Amit Itelman）和奥斯卡·雷（Oscar Rey）一起组建新乐队“黄金黎明协会”（The Hermetic Order of the Golden Dawn）。2014年，洛夫林与小妖精乐队其他成员推出最新专辑《独立辛迪》。

## 唱片

### 小妖精乐队
- 《来吧朝圣者》（1987年）
- 《弄潮儿罗莎》（1988年）
- 《杜利特尔》（1989年）
- 《波莎诺娃》（1990年）
- 《欺骗世界》（1991年）
- 《独立辛迪》（2014年）
- 《头部携带者》（Head Carrier，2016年[21]）

### 谭雅·唐纳利
- 《劣势情歌》（Lovesongs for Underdogs，1997年[22]）

### 乐队
- 《重击》及同名迷你专辑（Smitten，2004年[23]）